# Hans Thalmann (Politiker)

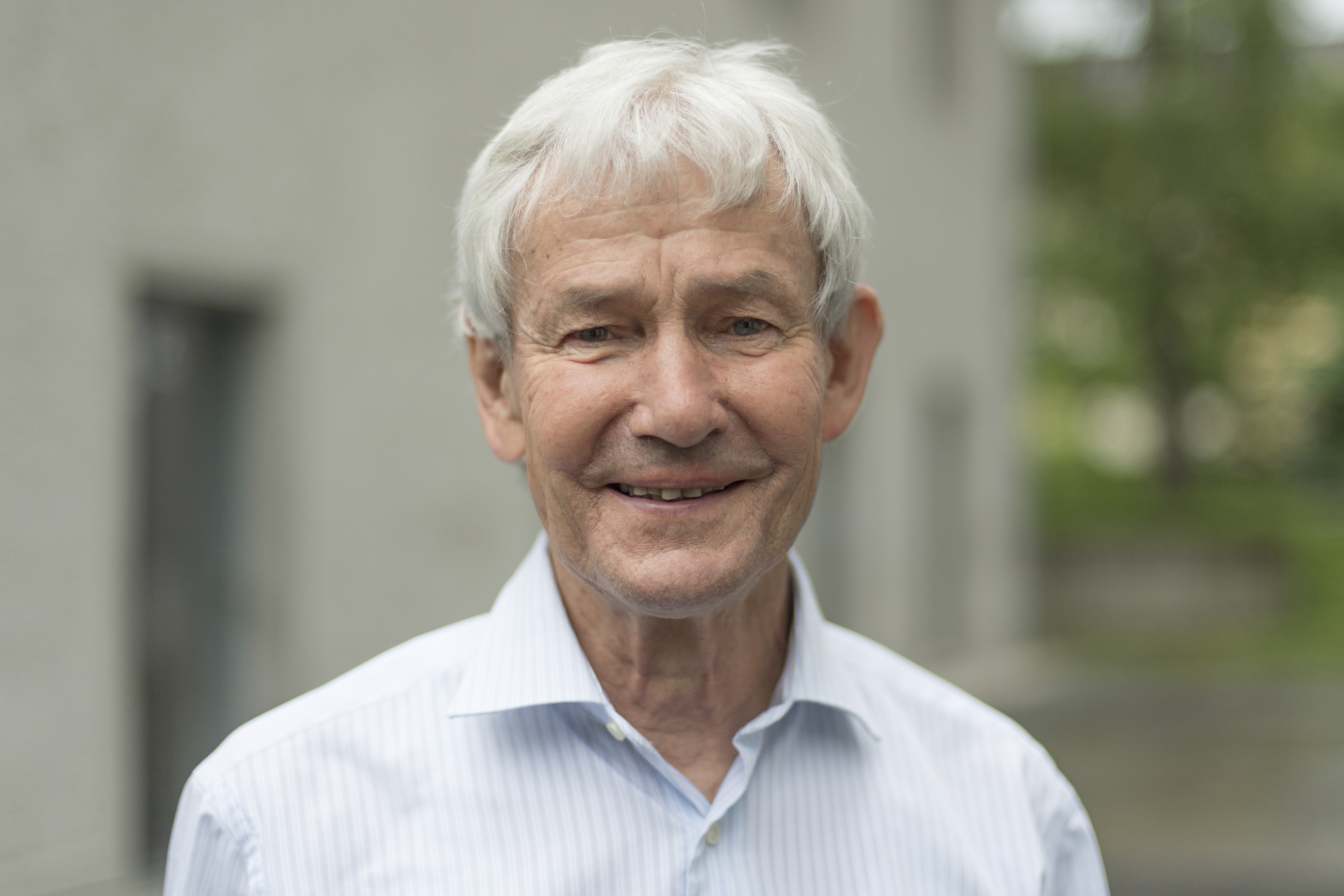
Portrait von Hans Thalmann, früherer Stadtpräsident von Uster (1986–1998)

Hans Thalmann (* 18. Juni 1941. Kürzel: HTH) war von 1986 bis 1998 parteiloser Stadtpräsident von Uster, zuvor von 1974 bis 1986 Präsident der evangelisch reformierten Kirchgemeinde Uster – beides im Nebenamt. Hauptberuflich führte er das Jugendsekretariat des Bezirks Pfäffikon ZH. Seit 1998 entwickelt und leitet er Vernetzungs- und Kulturprojekte, vorab im Zürcher Oberland und in St. Antönien.

## Herkunft
Hans Thalmann ist Bürger von Sirnach TG, wo seine Vorfahren väterlicherseits im Weiler Wiezikon von Landwirtschaft und Heimarbeit lebten. Sein Grossvater Julius wurde in Uster Postverwalter und heiratete Barbara Bebie, die Tochter von Christiane Frick, Dienstmädchen in der Glarner Familie Freuler, und Rudolf Bebie, Textil-Betriebsleiter unter «Spinnerkönig Kunz». Sein Vater Paul war der jüngere von zwei Söhnen und schloss an der ETH Zürich als diplomierter Elektroingenieur ab.
Seine Grossmutter mütterlicherseits, Albertine Hegetschweiler stammte aus einer grossen Tuchhändler-Familie in Ottenbach ZH und lernte Hutmacherin. Ihr Mann Gustav Zschokke, ein Enkel des Schriftstellers Heinrich Zschokke, war Textil-Kaufmann und wurde als 60-Jähriger von seinem Jugendfreund Jakob Heusser-Staub nach Uster berufen, um dessen Stiftung zu verwalten. Thalmanns Mutter Clara Elisabeth war das jüngste von drei Kindern und wurde Haushaltungslehrerin.
Hans Thalmanns Eltern heirateten 1930 mitten in der Weltwirtschaftskrise. Sein Vater wurde arbeitslos und eröffnete 1931 in Uster eine Elektro-Installationsfirma (heute EKZ Eltop Uster), unterstützt von seiner Ehefrau.

## Werdegang
Als jüngstes Kind und einziger Knabe nach vier Mädchen war vorgezeichnet, dass Hans Thalmann einmal das elterliche Geschäft übernehmen würde. Deshalb absolvierte er in der Maschinenfabrik Oerlikon MFO – heute ABB – eine Elektriker-Lehre. Daneben engagierte er sich in einer kirchlichen Jugendgruppe, einem Amateur-Cabaret und unter dem Kürzel HTH als Wetterberichts- und Glossenschreiber beim Anzeiger von Uster.
Auf dem zweiten Bildungsweg und als Werkstudent promovierte Hans Thalmann 1973 an der Universität Zürich in Pädagogik und Philosophie mit der Dissertation «Konzeptionen der Jugend- und Freizeitzentren im Kanton Zürich». Anstoss dazu gab seine nebenamtliche Tätigkeit als erster Leiter des Jugend- und Freizeithauses Uster – heute frjz. Während seiner zweijährigen Assistenz am Lehrstuhl für Sozialpädagogik Zürich wirkte Hans Thalmann am Aufbau des Grundkurses Animator mit. Daraus wurde die Ausbildung in soziokultureller Animation an der Hochschule Luzern.

## Wirken
Als Präsident der evangelisch-reformierten Kirchgemeinde Uster stärkte er das kirchliche Leben in den Quartieren und veranlasste eine umfassende, stilgerechte Innenrenovation der grossen reformierten Kirche Uster aus der Zeit des Ustertags.
Als Jugendsekretär des Bezirks Pfäffikon ZH richtete Hans Thalmann eine von Kirchen und Gemeinden getragene Paarberatung ein, aus der die heutige Paarberatung und Mediation des Kantons Zürich hervorging. Mit seinen Berufskollegen zusammen gründete er 1980 den Verein für Drogenfragen Zürcher Oberland, der seither für die nötigen Institutionen der Drogenhilfe z. B. die Suchtprävention Zürcher Oberland sorgt. Vordringlich waren zunächst eine Notschlafstelle und eine Beratungsstelle Dropin in Wetzikon. Die damals geschaffene Suchtpräventionsstelle besteht noch heute, 2007 wurde sie mit der Fachstelle Gewaltprävention Zürcher Oberland ergänzt. Der Verein heisst heute Verein für Prävention und Drogenfragen Zürcher Oberland.
Ebenfalls 1980 nahm in Uster die von Thalmann aufgebaute Sozialpädagogische Wohngruppe Zürcher Oberland «Bachstei» ihren Betrieb auf. Nach den Jugendunruhen von 1980 berief der Zürcher Regierungsrat Thalmann in die ad hoc geschaffene Kommission, welche den Bericht «Möglichkeiten und Grenzen einer kantonalen Jugendpolitik» erarbeitete. Von 1988 bis 2003 präsidierte Hans Thalmann die Vereinigung für freiwilligen Landdienst (heute Agriviva), welche nach der Aufhebung obligatorischen Landesdienstes 1946 von Traugott Wahlen, dem nachmaligen Bundesrat, ins Leben gerufen worden. Thalmann setzte sich vor allem für eine wirksame Öffentlichkeitsarbeit und für den Austausch von Jugendlichen über die Landesgrenze hinaus ein.
Als Stadtpräsident von Uster trieb Thalmann die urbane Entwicklung des vormaligen Industriedorfes voran. 1998 erhielt Uster dafür den Wakkerpreis. Thalmanns Bemühungen um die Verlegung der provisorischen Kantonsschule Dübendorf nach Uster waren zunächst erfolglos. Erst als er die Idee eines Bildungszentrums mit Berufsschule und Gymnasium lancierte, kam die Sache langsam voran. 2019 wurde das neugebaute Bildungszentrum Uster eingeweiht, das die Berufsfachschule, die Kantonsschule und die Höhere Berufsbildung unter einem Dach vereinigt. Im Buch «Uster zum Beispiel – neue Wege politischer Führung» zeichnet Thalmann seine Politik der Offenheit und der Teilhabe kritisch nach.
Als selbständiger Führungsberater in Politik und Kultur leitete Hans Thalmann den Aufbau der «Kunst- und Sportschule Zürcher Oberland», welche 2006 eröffnet wurde 2008 bewältigte er als Sachwalter der Schule Pfäffikon ZH eine schwere Führungskrise. Das 2010 von ihm gestartete Projekt «Kulturerbe Zürcher Oberland» unterstütze die Bestrebungen des Zweckverbandes Region Zürcher Oberland, der etwas gesichtslos gewordenen Agglomeration östlich von Zürich wieder mehr Profil zu geben. Seit 2016 zahlen Verbandsgemeinden wiederkehrende Beiträge an Zürioberland Kultur. Dazu beigetragen hat auch das von Thalmann geleitete Projekt «1816 – das Jahr ohne Sommer», in welchem die Region 2016 der Hungerkrise vor 200 Jahren gedachte. Die Thematik wird vom Verein «Lehrblätz Bläsihof» weiterverfolgt. Der Brunnen mit der Jahreszahl 1818 steht jetzt restauriert vor dem Bläsihof und erinnert an die Armenschule und erste landwirtschaftliche Ausbildungsstätte, die dort als Antwort auf die Hungerkrise eröffnet wurde. Aus Thalmanns Wirken im Zürcher Oberland entstanden auch die Kultur-Auslegeordnungen, die eine nützliche Arbeitsgrundlage für die Kulturförderung in den Gemeinden und in der Region bilden.

## Familie
Hans Thalmann ist seit 1964 mit der Kindergärtnerin Käthi Langenegger verheiratet und Vater von zehn Kindern. Die Erkrankung dreier Kinder an Friedreich-Ataxie brachte ihn zur Schweizerischen Gesellschaft für Muskelkranke (heute Schweizerische Muskelgesellschaft). Von 2001 bis 2009 war er deren Präsident. Unter ihm entstanden in sieben Schweizer Spitälern die neuromuskulären Muskelzentren, das Netzwerk Myosuisse und der Lehrstuhl für neuromuskuläre Erkrankungen Basel. Diese sind heute Vorbild der vom Bund geförderten Referenzzentren für seltene Krankheiten.
Da ihre Tochter Therese keine geeignete Wohnmöglichkeit fand, setzte sich das Ehepaar Thalmann mit dem Verein benabita für eine Zukunft ein, in der alle, auch ältere und behinderte Menschen, dort wohnen können, wo sie es gut finden. Einzugsgebiet war wie bei der Kunst- und Sportschule Zürcher Oberland der Lebens- und Wirtschaftsraum entlang der S5-Schnellverbindung von Zürich-Stadelhofen nach Pfäffikon SZ. Daraus entstand das Forschungsprojekt S5-Stadt, dessen Ergebnisse in die heutige Standortförderung Zürioberland einflossen.
Die älteste Tochter  Barbara Thamann wurde 2018 zur Stadtpräsidentin von Uster gewählt.
Die Familie besitzt in St. Antönien das Soppahüsli, das aus dem 1954 für die Lawinenverbauungen erstellten Baubüro entstanden ist. Thalmann wurde 2002 als Leiter des Projekts Zukunft Talschaft St. Antönien eingesetzt, aus welchem unter anderem die 2009 die Fusion von St. Antönien und Ascharina und 2010 das Kulturprojekt Heinzensommer hervorging. 2019 stiess Thalmann im Zusammenhang mit der Aufnahme das Umgangs mit der Lawinengefahr ins immaterielle Welterbe der UNESCO das Projekt UNESCO-Tal St. Antönien an. Als erstes ist nun die Aufarbeitung der Talgeschichte in Gang.